# Palazzo dell’Annunziata
A Palazzo dell’Annunziata egy műemlék épület Matera központjában.

## Története
Az épület az egykori Domonkos-rendi kolostor maradványa. A grandiózus palotát a leccei barokk stílusában a 18. század végén építették Vito Valentino és Mauro Manieri építészek tervei alapján. A 19. század elején, miután felszámolták a szerzetesrendeket (1809), a palotát közigazgatási hivatalok, iskolák, kereskedők használták. Ma a városi könyvtár otthona, melyet Tommaso Stiglianiról, a 17. századi materai költőről neveztek el. A palota belső udvarán egy 1844-ben épített kis templom áll, amelyet a 20. század közepén mozivá alakítottak át. A palota legszebb építészeti eleme a hatalmas portálja valamint a boltíves dupla ablakai. Érdekessége, hogy nincs teteje, így a második emeletet teraszként hasznosítja egy kávéház.